# فراح آن عبد الهادي
فراح آن عبد الهادي (بالملايوية: Farah Ann binti Abdul Hadi)‏ هي لاعبة جمباز فني ماليزية، ولدت في 3 مايو 1994 في سوبانغ جايا في ماليزيا.

## روابط خارجية
- فراح آن عبد الهادي على موقع الاتحاد الدولي للجمباز (licence) (الإنجليزية)
- فراح آن عبد الهادي على موقع الاتحاد الدولي للجمباز (biography) (الإنجليزية)
- فراح آن عبد الهادي على موقع اللجنة الأولمبية الدولية (الإنجليزية)
- فراح آن عبد الهادي على موقع أوليمبيديا (الإنجليزية)
- فراح آن عبد الهادي على موقع اتحاد ألعاب الكومنولث (مؤرشف) (الإنجليزية)
- فراح آن عبد الهادي على موقع اتحاد ألعاب الكومنولث (مؤرشف) (الإنجليزية)